# Villar-en-Val
Villar-en-Val – miejscowość i gmina we Francji, w regionie Oksytania, w departamencie Aude.
Według danych na rok 1990 gminę zamieszkiwało 25 osób, a gęstość zaludnienia wynosiła 2 osoby/km² (wśród 1545 gmin Langwedocji-Roussillon Villar-en-Val plasuje się na 875. miejscu pod względem liczby ludności, natomiast pod względem powierzchni na miejscu 631.).

## Zabytki
Zabytki w miejscowości posiadające status monument historique:
- zamek w Villar-en-Val (Château de Villar-en-Val)
- kościół św. Pawła (Église Saint-Paul)